# رضا غنی‌زاده
رضا غنی‌زاده (زادهٔ ۱۳ مارس ۱۹۸۲) یک بازیکن فوتبال اهل ایران است.
از باشگاه‌هایی که در آن بازی کرده‌است می‌توان به باشگاه فوتبال داک ۱۹۰۴ دونایسکا استردا، باشگاه فوتبال مس کرمان، باشگاه فوتبال پیکان تهران و باشگاه فوتبال گسترش فولاد تبریز اشاره کرد.